# آموس أرثر هيلر
آموس أرثر هيلر (1867-1944) (بالإنجليزية: Amos Arthur Heller)‏ هو عالم نبات أمريكي.